# Loredana Dinu
Loredana Dinu, née Loredana Iordăchioiu le 2 avril 1984 à Craiova, est une escrimeuse roumaine qui pratique l'épée.

## Carrière
Dinu débute l'escrime à l'âge de onze ans. Sa progression est d'une rapidité remarquable : elle dispute son premier championnat national senior à l'âge de quinze ans, durant lequel elle est battue en finale par sa future coéquipière en équipe nationale, Ana Maria Brânză. Elle poursuit dans les catégories de jeunes avec une médaille d'argent obtenue aux championnats du monde junior 2001, puis de bronze à ceux de 2004.
Chez les séniors, en revanche, ses résultats individuels sont modestes et elle s'illustre essentiellement par équipes. Elle contribue au doublé de l'équipe roumaine constituée de Simona Alexandru, Ana Maria Brânză et Anca Măroiu aux championnats du monde 2010 et 2011 au cours desquels elle glane deux médailles d'or. Elle brille aussi en par équipes aux championnats d'Europe, où elle est quadruple médaillée d'or (2006, 2008, 2011, 2015) et une fois d'argent (2012).
Elle est sélectionnée aux Jeux de Londres 2012 aux cours desquels la Roumanie perd en quarts de finale contre la Corée du Sud. Après les Jeux, Dinu prend une retraite temporaire, ne revenant à la compétition qu'en janvier 2015. De nouveau médaillée européenne en 2015 puis 2016 et mondiale en 2015, elle est sélectionnée comme quatrième membre de l'équipe d'épée, ne participant pas à l'épreuve individuelle mais pouvant concourir par équipe aux Jeux olympiques de 2016. Elle ne prend part qu'à un seul des 27 assauts de l'équipe de Roumanie, en finale contre l'équipe de Chine, remportant son match (3-2) contre Hao Jialu avant d'être remplacée par Simona Pop. Grâce à cette participation, elle obtient une médaille d'or olympique après la victoire de son équipe.
Elle met fin à sa carrière sportive immédiatement après les Jeux.

## Palmarès
- Jeux olympiques
  -  Médaille d'or par équipes aux Jeux olympiques de 2016 à Rio de Janeiro

- Championnats du monde d'escrime
  -  Médaille d'or par équipes aux championnats du monde d'escrime 2011 à Catane
  -  Médaille d'or par équipes aux championnats du monde d'escrime 2010 à Paris
  -  Médaille d'argent par équipes aux championnats du monde d'escrime 2015 à Moscou

- Championnats d'Europe d'escrime
  -  Médaille d'or par équipes aux championnats d'Europe d'escrime 2006 à Izmir
  -  Médaille d'or par équipes aux championnats d'Europe d'escrime 2008 à Kiev
  -  Médaille d'or par équipes aux championnats d'Europe d'escrime 2011 à Sheffield
  -  Médaille d'or par équipes aux championnats d'Europe d'escrime 2015 à Montreux
  -  Médaille d'argent par équipes aux championnats d'Europe d'escrime 2012 à Legnano
  -  Médaille de bronze par équipes aux championnats d'Europe d'escrime 2016 à Toruń

## Classement en fin de saison
| Année | 2003 | 2004 | 2005 | 2006 | 2007 | 2008 | 2009 | 2010 | 2011 | 2012 | 2013        | 2014        | 2015 | 2016 |
| ----- | ---- | ---- | ---- | ---- | ---- | ---- | ---- | ---- | ---- | ---- | ----------- | ----------- | ---- | ---- |
| Rang  | 93   | 133  | 55   | 41   | 25   | 28   | 583  | 45   | 28   | 34   | Non-classée | Non-classée | 27   | 76   |